# III Liceum Ogólnokształcące im. Stanisława Wyspiańskiego w Tychach
III Liceum Ogólnokształcące im. Stanisława Wyspiańskiego w Tychach – publiczna szkoła ponadpodstawowa w Tychach, zlokalizowana przy ul. Elfów 62.

## Historia
Liceum powstało w 1991 roku, a jego siedzibą jest budynek dawnej Szkoły Podstawowej nr 15. Pierwsza matura miała miejsce w 1994 roku, a w 1998 roku placówce nadano imię Stanisława Wyspiańskiego. W 2014 roku szkoła otrzymała sztandar.
W 2011 roku liceum zostało objęte patronatem (nieistniejącej już) Wyższej Szkoły Zarządzania i Nauk Społecznych w Tychach, natomiast w kolejnych latach zostały podpisane porozumienia o współpracy naukowo-dydaktycznej: w 2017 roku z Wyższą Szkołą Humanitas w Sosnowcu, a w 2018 roku - z Uniwersytetem Śląskim w Katowicach

## Profile
W roku szkolnym 2024/2025 liceum kształci na następujących profilach:
- lingwistycznym,
- psychologiczno-humanistycznym.

Natomiast w roku szkolnym 2023/2024 otwarto następujące klasy:
- medyczną,
- humanistyczną,
- turystyczną,
- lingwistyczną.

## Absolwenci
- Tomasz Bzdyra - koszykarz
- Marek Grela - karykaturzysta
- Brygida Kmiecik-Frosztęga - dziennikarka telewizyjna
- Joanna Szwed - architekta i urbanistka, wykładowczyni Politechniki Krakowskiej im. Tadeusza Kościuszki
- Robert Trybus - aktor i reżyser teatralny